# Algaraviz

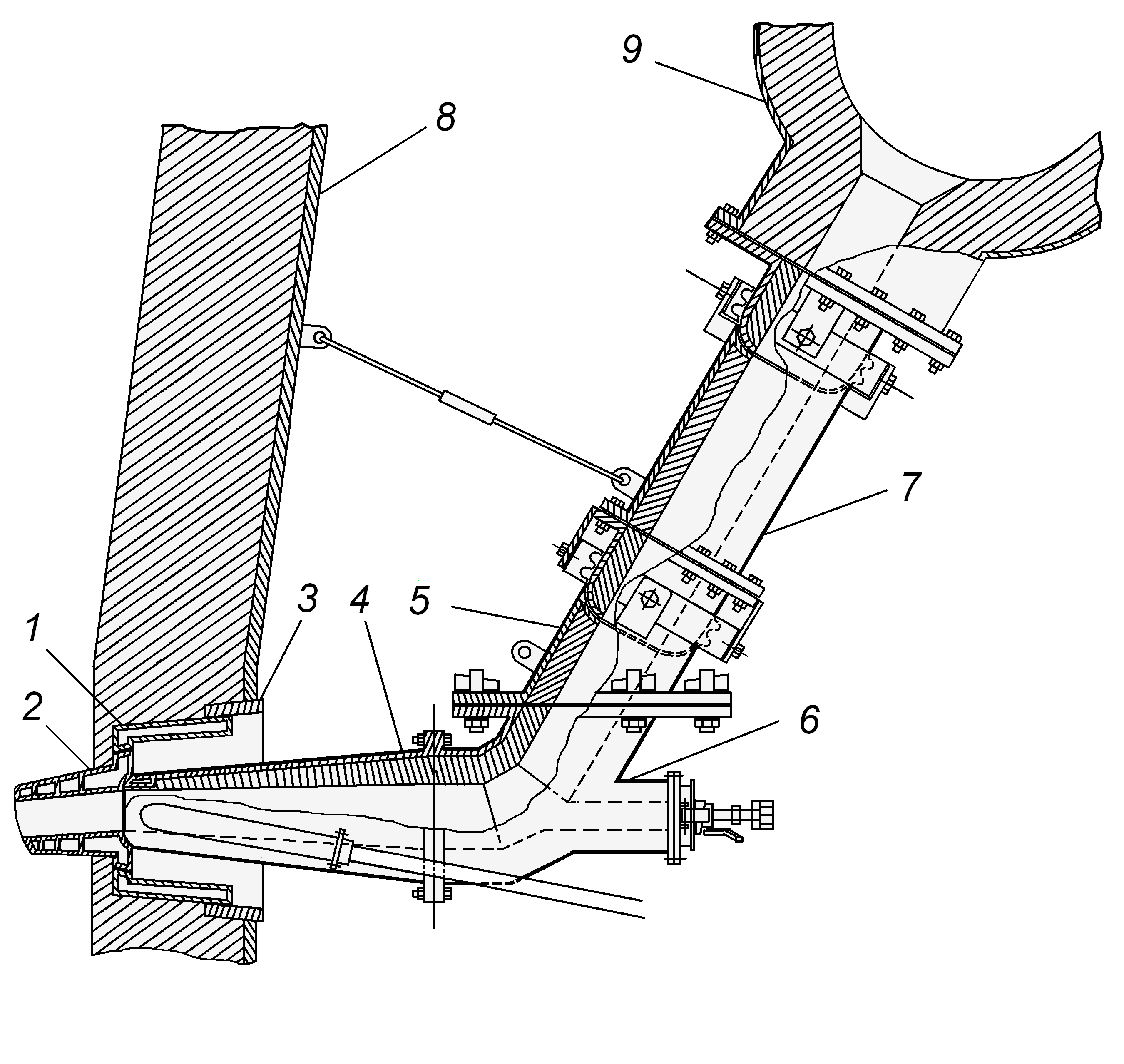
Visão lateral do conjunto porta-vento (ou de sopro quente) de um alto-forno: 1. Caixa refrigeradora ou Timpa; 2. Ventaneira; 3. Carcaça; 4. Algaraviz; 5. Junção Reta; 6. Visor ótico de inspeção; 7. Tubo Reto; 8. Parede do Alto-Forno; 9. Anel de Vento.

Algaraviz (também chamado alcaravez ou alcaraviz) é um tubo por meio do qual o ar é soprado para dentro de uma forja ou alto-forno ou que serve de ligação entre o fole e a câmara de fundição.

## Etimologia
O termo algaraviz é derivado da palavra alcaraviz, usada nas usinas da Andaluzia, que vem do árabe al-qarabīç (por vezes escrito al-qarâbîs, al-carabiz ou al-karabís), plural de qarabūç, que significa arção. 

## Composição
Os algaravizes são comumente feitos de ferro fundido ou aço (revestidos ou não de concreto refratário), mas também pode ser feitos de cobre ou barro refratário.

## Utilização
Nas forjas do tipo forno de lupa, os algaravizes eram feitos de argila e serviam para a entrada do ar pela força do vento, abano ou insuflador.
Nas forjas medievais, o algavariz consistia em um tubo de ferro que era acoplado à saída do fole, de modo que o ar pudesse ser soprado para dentro do forno.
Em um alto-forno, o algaraviz é um dos componentes do conjunto porta-vento (ou de sopro quente). Sua função é conduzir o ar aquecido que passa pelo anel de vento até as ventaneiras (também chamadas de tubeiras) e a injeção de combustíveis auxiliares nas ventaneiras (como carvão pulverizado), por meio de lanças de injeção. Na extremidade oposta à saída de ar, existe um um visor ótico de inspeção, feito com vidro de alta resistência a temperatura e pressão, que permite a visualização da zona de combustão (também chamada de raceway) e outros aspectos operacionais.